# San Fernando (Buenos Aires)
San Fernando è una città dell'Argentina, nella provincia di Buenos Aires, capitale del partido omonimo. È uno dei principali centri dell'area nord della conurbazione della Grande Buenos Aires.

## Geografia
San Fernando sorge sulla sponda destra del fiume Luján, nel margine sud del delta del Paraná. La città è situata 27 km a nord-ovest della capitale argentina Buenos Aires.

## Storia
L'attuale città fu fondata nel 1806 mentre nove anni più tardi fu istituita la parrocchia locale. Nel 1821 fu istituito il locale partido di San Fernando scorporando parte del territorio del limitrofo partido di Las Conchas. Il distretto, chiamato San Fernando de la Buena Vista, fu intitolato al principe delle Asturie Ferdinando e al panorama che vi si godeva dalle rive del Río de la Plata.

## Monumenti e luoghi d'interesse
- Quinta El Ombú

## Cultura

### Istruzione

#### Musei
- Museo della Città di San Fernando

## Infrastrutture e trasporti

### Strade
La principale via d'accesso a San Fernando è la strada nazionale A003, un raccordo che unisce la città alla rete autostradale dell'area metropolitana bonaerense.

### Ferrovie
San Fernando è servita dalle stazioni ferroviarie di San Fernando e Carupá poste lungo la linea suburbana Mitre che unisce Buenos Aires con le località della parte nord-occidentale dell'area metropolitana bonaerense. La città è servita anche dalla stazione di San Fernando R del Treno della Costa.

### Porti
San Fernando dispone di un porto sul fiume Luján dal quale partono traghetti per Buenos Aires, Colonia del Sacramento, Montevideo e Punta del Este.